# 徐杰夫

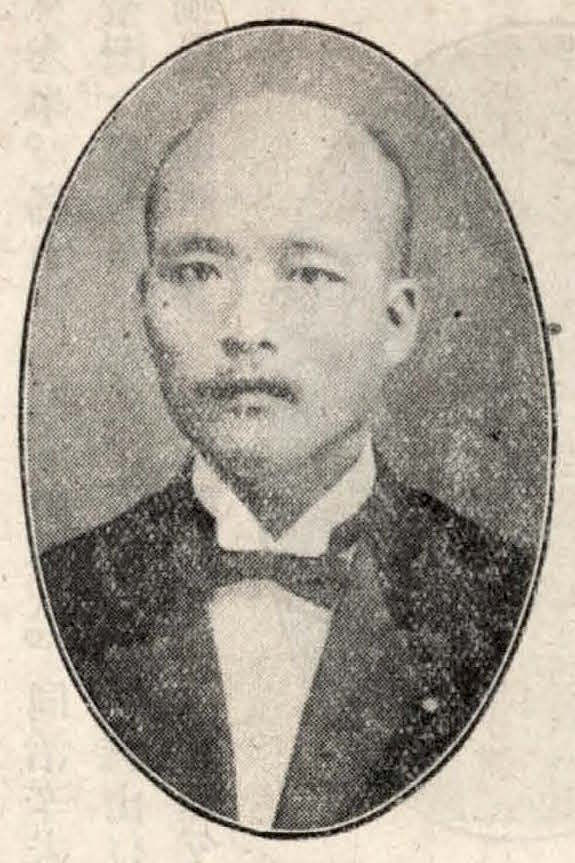
徐杰夫

徐杰夫（1871年—1959年），號楸軒，嘉義西堡山仔頂莊人，光緒年間秀才，台灣商業人物。

## 生平
原籍廣東嘉應州鎮平縣。曾祖徐元星於乾隆間渡臺，營賈為業。祖臺麟遷嘉義。徐杰夫為光緒十八年（1892年）秀才。明治四十一年（1908年）被任為山仔頂區莊長，1912年授佩紳章。次年10月任嘉義廳參事兼嘉義區長。前此於1911年3月被舉為嘉義銀行理事，至1914年3月為該行董事長。
為臺灣庠序中人最後去世者。

## 外部連結
- 臺灣記憶 徐夫 1871—1959 （页面存档备份，存于）